# The Politics of Ecstasy
A The Politics of Ecstasy című album az amerikai Nevermore együttes második nagylemeze, amely 1996-ban jelent meg a Century Media kiadó gondozásában. A The Politics of Ecstasy a Nevermore mai napig legkomplexebb és legprogresszívebb albuma, ahol a thrash metal, a death metal, a power metal és a doom metal stílusjegyeit ötvözték, és a zenekar ezzel sikeresen alakította ki egyedi hangzását.
Az album címét az 1960-as években LSD-guruként hírhedtté vált Timothy Leary azonos című könyvétől kölcsönözték, amelynek első fejezete adta a lemez nyitódalának címét is (The Seven Tongues of God). A mesterséges intelligencia és az ember viszonyáról írt The Learning c. dal folytatását 2005-ben írták meg Sentient 6 címmel a This Godless Endeavor albumon.
A The Politics of Ecstasy megjelenése után Pat O'Brien gitáros kilépett a zenekarból, hogy a Cannibal Corpse-hoz csatlakozzon. Az új gitáros Tim Calvert lett a Forbiddenből, és a lemezbemutató turnét már vele bonyolította le a Nevermore.
2006. szeptember 11-én a Century Media remasterelt változatban újra megjelentette az albumot a  Next in Line című dalhoz forgatott videóklippel, és egy Judas Priest-feldolgozással kiegészítve.

## Az album dalai
Az összes dalszöveg szerzője Warrel Dane énekes, az összes szám szerzője a Nevermore.
1. The Seven Tongues of God – 5:59
2. This Sacrament – 5:10
3. Next in Line – 5:34
4. Passenger – 5:26
5. The Politics of Ecstasy – 7:57
6. Lost – 4:15
7. The Tiananmen Man – 5:25
8. Precognition (instrumentális) – 1:37
9. 42147 – 4:59
10. The Learning – 9:43

### 2006-os újrakiadás bónuszai
Bónusz dal
1. Love Bites (Judas Priest-feldolgozás) – 11:42

Bónusz video
- Next in Line

## Közreműködők
- Warrel Dane – ének
- Jeff Loomis – gitár
- Pat O’Brien – gitár
- Jim Sheppard – basszusgitár
- Van Williams – dobok

## Külső hivatkozások
- Nevermore hivatalos honlap Archiválva 2005. augusztus 15-i dátummal a Wayback Machine-ben
- Nevermore a MySpace-en
- Nevermore a Last.fm-en